# مورس ولی (آلاباما)
مورس ولی (به انگلیسی: Moores Valley) یک منطقهٔ مسکونی در ایالات متحده آمریکا است که در شهرستان مرنگو، آلاباما واقع شده‌است. مورس ولی ۳۹٫۰۱ متر بالاتر از سطح دریا واقع شده‌است.